# Sergei Nikolajewitsch Sorokin
Sergei Nikolajewitsch Sorokin (russisch Сергей Николаевич Сорокин; * 2. Oktober 1969 in Dserschinsk, Russische SFSR) ist ein ehemaliger russischer Eishockeyspieler, der in seiner aktiven Zeit von 1985 bis 2004 unter anderem für die Düsseldorfer EG und Hannover Scorpions in der Deutschen Eishockey Liga gespielt hat.

## Karriere
Sergei Sorokin begann seine Karriere als Eishockeyspieler bei Torpedo Gorki, für die er von 1985 bis 1989 in der Sowjetischen Eishockeyliga aktiv war. Anschließend wechselte er zu deren Ligarivalen HK Dynamo Moskau, mit dem er von 1991 bis 1995 vier Mal die nationale Meisterschaft gewann – ein Mal die Sowjetische sowie drei Mal die der GUS. Während seiner Zeit bei den Hauptstädtern wurde der Verteidiger im NHL Entry Draft 1991 in der zwölften Runde als insgesamt 247. Spieler von den Winnipeg Jets ausgewählt, für die er allerdings nie spielte. Stattdessen lief er in der Saison 1993/94 in elf Partien für deren Farmteam aus der American Hockey League, die Moncton Hawks, auf und erzielte zehn Scorerpunkte.
Die gesamte Hauptrunde der Saison 1994/95 verbrachte Sorokin beim SHC Fassa aus der italienischen Serie A, ehe er vor den Play-offs zu Dynamo zurückkehrte und erneut russischer Meister wurde. Zur folgenden Spielzeit erhielt er einen Vertrag bei der Düsseldorfer EG, die am Saisonende die Deutsche Meisterschaft gewann. Im Laufe der Saison 1997/98 wurde der Linksschütze von den Hannover Scorpions verpflichtet, für die er in insgesamt neun Spielen auflief, ehe er zum Beginn der Saison 1998/99 in seine russische Heimat zurückkehrte. Dort stand er für den HK Awangard Omsk in 24 Spielen der Superliga auf dem Eis, in denen er zwölf Scorerpunkte erzielte.
Im Sommer 1999 schloss sich der Olympiateilnehmer von 1994 seinem Ex-Club, der Düsseldorfer EG, an, der in der Zwischenzeit den Gang in die 2. Bundesliga angetreten hatte. Mit der DEG gelang ihm der Aufstieg in die Deutsche Eishockey Liga, in der er in der Saison 2000/01 am All-Star Game teilnahm. Nach zwei Jahren in der nordrhein-westfälischen Landeshauptstadt unterschrieb Sorokin bei Chimik Woskressensk aus der zweitklassigen russischen Wysschaja Liga, mit dem ihm in der Saison 2002/03 die Rückkehr in die Superliga gelang. Der Russe wies die beste Plus/Minus-Bilanz in den Play-offs um den Aufstieg auf. Seine Laufbahn beendete der ehemalige DEL-Spieler im Anschluss an die Saison 2003/04. In seiner letzten Spielzeit stand er sowohl in Woskressensk, bei deren Ligarivalen aus der Superliga, Torpedo Nischni Nowgorod, bei dem er 1985 – damals noch unter dem alten Namen der Stadt Gorki – seine Karriere begonnen hatte, als auch beim EK Zell am See aus der zweitklassigen österreichischen Nationalliga unter Vertrag.

### International
Für die Sowjetunion nahm Sorokin an der U20-Junioren-Weltmeisterschaft 1988 teil. Des Weiteren stand er im Aufgebot Russlands bei den Weltmeisterschaften 1993, 1994 und 1995, sowie bei den Olympischen Winterspielen 1994 in Lillehammer.

## Erfolge und Auszeichnungen
| - 1991 Sowjetischer Meister mit dem HK Dynamo Moskau - 1992 GUS-Meister mit dem HK Dynamo Moskau - 1993 IHL-Meister mit dem HK Dynamo Moskau - 1993 IHL All-Star-Team - 1995 IHL-Meister mit dem HK Dynamo Moskau | - 1996 Deutscher Meister mit der Düsseldorfer EG - 2000 Aufstieg in die DEL mit der Düsseldorfer EG - 2000 Teilnahme am DEL All-Star Game - 2003 Aufstieg in die Superliga mit Chimik Woskressensk - 2003 Beste Plus/Minus-Bilanz in den Wysschaja-Liga-Play-offs |

### International
- 1987 Bronzemedaille bei der U18-Junioren-Europameisterschaft
- 1988 Silbermedaille bei der U20-Junioren-Weltmeisterschaft
- 1989 Goldmedaille bei der U20-Junioren-Weltmeisterschaft
- 1993 Goldmedaille bei der Weltmeisterschaft